# Bláskógabyggð
Bláskógabyggð – gmina w południowo-zachodniej Islandii, w regionie Suðurland. Obejmuje rozległy obszar położony między okolicami jeziora Þingvallavatn i Apavatn na południu, rzeką Hvítá na wschodzie, lodowcem Hofsjökull na północnymi-wschodzie i lodowcem Langjökull na zachodzie. Na jej terenie znajdują się fragmenty przynależące do gminy Grímsnes- og Grafningshreppur. W środkowej części gminy znajdują się jeziora Hvítárvatn, Sandvatn i Hagavatn. Charakterystycznymi szczytami gminy są wygasłe wulkany Skjaldbreiður na zachodzie i Bláfell na wschodzie.
Gminę zamieszkuje ponad 1,1 tys. mieszk. (2018). Największe osady położone są w jej południowej części: Reykholt (270 mieszk.), Laugarvatn (191 mieszk.) i Laugarás (116 mieszk.).

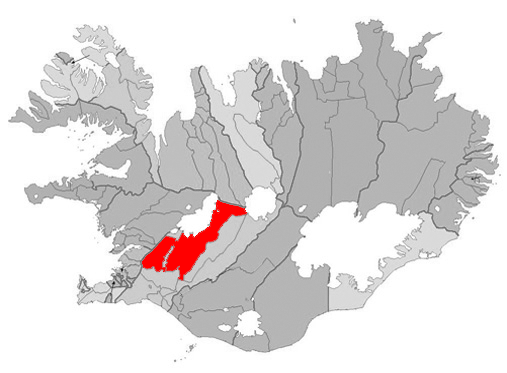
Położenie gminy Bláskógabyggð na mapie administracyjnej kraju

Gmina powstała w 2002 roku po połączeniu gmin: Þingvallahreppur, Laugardalshreppur i Biskupstungnahreppur.
Na terenie gminy znajdują się jedne z najważniejszych atrakcji przyrodniczych i historycznych na wyspie, zaliczanych do tak zwanego Złotego Kręgu: dolina Þingvellir, gejzery Geysir i Strokkur, wodospad Gullfoss oraz siedziba pierwszego islandzkiego biskupstwa w Skálholt.